# Theridion kambalum
Theridion kambalum là một loài nhện trong họ Theridiidae.
Loài này thuộc chi Theridion. Theridion kambalum được Alberto Barrion & James A. Litsinger miêu tả năm 1995.